# Kingsley Umunegbu
Kingsley Ebere Umunegbu (* 28. října 1989 Zaria, Nigérie) je nigerijský fotbalový útočník. V mládí přestoupil do italského klubu AC Milán. Naposledy hrál v roce 2019 za klub ACD Villafranchese z nižší italské ligy.